# Paterek
Paterek ([paˈtɛrɛk]; in tedesco Steinburg) è un paese di 2.300 abitanti, situato nel distretto amministrativo di Nakło nad Notecią, nel voivodato della Cuiavia Pomerania, nella Polonia centro-settentrionale.
Paterek è tristemente celebre per essere stata il sito di sanguinosissime esecuzioni di massa da parte dei nazisti che, tra il 4 ottobre e il 24 novembre 1939, uccisero più di 200 persone presso una cava di ghiaia.